# Laboratoris Cusí
Els Laboratoris Cusí és un edifici del municipi del Masnou (Maresme) protegit com a bé cultural d'interès local.

## Descripció
Edifici aïllat originalment de planta rectangular i de planta baixa i pis acabat amb una coberta plana practicable com a terrat. S'estructurava en un cos principal de planta irregular amb planta baixa i pis que s'estenia a cada banda amb dos cossos laterals de planta baixa, amb una composició simètrica. La façana principal es generava a partir de cinc eixos de verticalitat en el cos central i tres eixos a cada lateral. Aquesta composició estava centrada per la porta d'accés, d'estil neoclàssic emmarcada per quatre columnes i un frontó circular. A cada costat de la porta s'obren dues finestres. A la planta pis hi ha cinc obertures més. Totes les finestres estan protegides per persianes de llibret de fusta. La façana del cos central estava coronada per una balustrada d'obra amb quatre grans hídries ornamentals.
L'any 1932 es va fer una ampliació considerable de l'edifici que consistí en afegir una planta en els dos cossos laterals i afegir dos cossos més a cada costat, de planta baixa i planta pis. Totes les noves obertures mantenen el mateix ritme compositiu de façana excepte per les llindes que són planes al cos central i d'arc de mig punt als laterals. Per contra, les balustrades originals passen a ser un recrescut de la façana per damunt de la cornisa. Al darrere s'hi van construir les cases dels treballadors.

## Història
Joaquim Cusí i Furtunet, procedent de Figueres, va fer construir l'edifici per ubicar-hi la seva indústria farmacèutica l'any 1925 juntament amb la residència familiar. Dirigí els laboratoris amb el seu cosí Rafael Cusí i Furtunet. L'edifici va ser ampliat el 1932 per necessitats de l'empresa. Els laboratoris s'anomenaven Laboratoris del Nord d'Espanya, però després de la seva mort del seu fundador, l'any 1968, reberen el nom de Laboratoris Cusí.
El 1995 els Laboratoris van passar a ser propietat del grup Alcon amb el nom d'Alcon Cusí. El museu de la família Cusí (Museu Cusí de Farmàcia) i les seves col·leccions van ser cedides a la Reial Acadèmica de Farmàcia de Catalunya.